# Acatinga boucheri
Acatinga boucheri là một loài bọ cánh cứng thuộc họ Xén tóc. Loài này được Tavakilian và Peñaherrera-Leiva mô tả năm 2005.